# Pteris gongalensis
Pteris gongalensis är en kantbräkenväxtart som beskrevs av T. G. Walker. Pteris gongalensis ingår i släktet Pteris och familjen Pteridaceae. Inga underarter finns listade.